# پیس ویلیج (کره شمالی)
کیونگ دونگ، یا کیونگ تونگ (به لاتین: Kijong-dong) روستایی در کره شمالی است که در استان هوانگهائه شمالی واقع شده‌است.